# ウルヴァリン
ウルヴァリン（Wolverine）は、マーベル・コミックの架空のスーパーヒーローであり、X-メンやニューアベンジャーズを含む複数のチームの一員である。作家のレン・ウェインと画家のジョン・ロミータ・シニア（John Romita, Sr.）によって創造された。
初出は『超人ハルク』#180-181（1974年8月）。主に『X-メンシリーズ』や『ウルヴァリン (コミック作品)』に登場。
本名はジェームズ・ハウレット（James Howlett）であるが、記憶喪失時には「ローガン（Logan）」の通称があり、一般的にはこちらの方が知られており、コミックや映画のタイトルにもなっている。

## 概要
ミュータントであるウルヴァリンは動物的な鋭い感覚と反射能力、そして実質的にどんな怪我からも回復することができる治癒能力（ヒーリング・ファクター）を持っている。この治癒能力はスーパーソルジャー製造計画「ウェポンX」において、骨格（出し入れが可能なカミソリのように鋭い爪を含む）に世界最硬の金属であるアダマンチウム合金を組み入れることを可能にした。近接戦闘の達人でもある。コードネームの「ウルヴァリン」とは、クズリというイタチ科の、小さいが獰猛な動物を意味する。また、「ウェポンX」（ウェポンエックス）の「X」はローマ数字の「10」のダブルミーニングであり「兵器第10号」を意味する。ちなみに、実在するアメリカ陸軍兵器・駆逐戦車ウルヴァリンの型番も「M10」（Model10:10型）である。
性格は粗暴で礼儀を知らないように見えるが、義侠心があり友人や親しい人間に敵対する者には容赦がなく、悪人に対しては殺すことも厭わない。その「時に残虐になれる精神性」をアダム・ウォーロックに買われ、大クロスオーバー『インフィニティウォーズ』でハルクと並び、他のヒーロー（高貴であるが故に相手に慈悲をかける）ではできない仕事を依頼される。しかし、子供には限りなく優しい。また女性にも手が早く、常に伴侶を求めている描写があり、知り合った女性には気軽に「ダーリン」と呼ぶ癖がある。愛煙家であり葉巻を愛用。喫煙者が差別されている未来から来たケーブルにそれをたしなめられた時には「お前なんか大嫌いだ」と発言している。日本通で、設定上は日本語に堪能。日本人女性「マリコ・ヤシダ」と結婚までした。
「Giant-Size X-メン」#1（1975年5月）においてウルヴァリンはX-メンの"All New, All Different" rosterに参加している。ウルヴァリンはベトナム戦争以後のアメリカのポップカルチャーに出現する多くの反権力のアンチヒーロー を象徴しており、命に関わるほどの力を快く行使し、1980年代末まで漫画のアンチヒーロー達の標準的な特徴を持っていた。結果として、ウルヴァリンは増々有名になるX-メンフランチャイズの中でも特に人気のある人物となった。1988年から単独名義でのコミックが創刊、TVアニメシリーズやTVゲーム、20世紀フォックス製作（ウルヴァリン役はヒュー・ジャックマン）の実写映画シリーズを含むあらゆるX-メンの翻案物で中心的なキャラクターになった。

## 歴史
ウルヴァリンがコミックに初めて登場したのは、レン・ウェイン作、ハーブ・トリンプ画による「超人ハルク」#180（カバーの日付では1974年10月）で、最後コマに予告編的に姿を表している。実質的に活躍するのは、続く「超人ハルク」#181になるが、その間、さまざまな7月初旬発行のマーベルコミックの出版物（カバーの日付では11月）の宣伝広告の中に現れた。ジョン・ロミータSr.がウルヴァリンの黄色と青のコスチュームをデザインした。この時点で、キャラクターの設定は曖昧で、カナダ政府に所属する超人的なエージェントであることを除いて何も明かされなかった。また、この頃、ウルヴァリンは常にツメを露出するように描かれている（レン・ウェインは爪は格納可能であると述べたにもかかわらず。）。ウルヴァリンの登場エピソードは、「超人ハルク」#182でいったん区切りがつく。
ウルヴァリンの次の登場は1975年のウェイン作とデイブ・クックラム画による「Giant-Size X-メン」#1で、ウルヴァリンは新たなチームに勧誘された。コミックの表紙を描いたジル・ケーンはうっかりしてウルヴァリンの覆面に大きなヘッドピース（飾り）を付けて描いたが、デイブ・クックラムはケーンの変更を（バットマンの覆面に似ていると思って）気に入り、彼の作品にも組み入れることを決めた。クックラムはウルヴァリンを覆面なしの姿で描いた最初の画家でもあり、その特徴的な髪型はウルヴァリンのトレードマークになった。
1975年8月、クリス・クレアモント作、クックラム画による「アンキャニィ・X-メン」#94以降のシリーズにも登場。ウルヴァリンは、サイクロップスのガールフレンドであるジーン・グレイと衝突した際にチームに緊張感を作り出すものの、他のキャラクターよりも影が薄かった。シリーズが進行するにつれて、クレアモントとクックラム（ナイトクローラーを好んでいた。）はシリーズからウルヴァリンを脱落させようと考えた がクックラムの後任者となったジョン・バーンはウルヴァリンを擁護した。後の説明によると、同じカナダ人のキャラクターが脱落するのを見たくなかったのだと言う。バーンは物語作りにも関わり、カナダ政府がウルヴァリンの逮捕のために結成したスーパーヒーローチーム「アルファ・フライト」を創造した。続く物語で、ウルヴァリンは自身の理解しがたい過去を抑制するために戦っているという不安定な性格設定を徐々に施していった。バーンはウルヴァリンの新しい茶色と黄褐色のコスチュームのデザインもしたが、クックラムのデザインした独特なヘッドピースはそのままにした。
バーンがシリーズを去ってからも、ウルヴァリンはX-メンに留まっていた。キャラクターの人気は、主演タイトルとして、クレアモントとフランク・ミラーによる4冊のリミテッドシリーズ『ウルヴァリン』（1982年9月 - 12月）、クレアモントとアル・ミルグラム による6冊のミニシリーズ『キティ・プライド&ウルヴァリン』(1984年11月から1985年4月)が刊行されたことでますます高まった。1988年11月には、クレアモント作、ジョン・ビュッセマ画によるオンゴーイングのシリーズ『ウルヴァリン』が始まった。ラリー・ハマがのちにシリーズを引き継いだ。さらに、ピーター・デイビッドやアーチー・グッドウィン、エリック・ラーセン、フランク・ティエリ、グレッグ・ルッカ、マーク・ミラーなど多くのライターが参加している。アーティストも、マーク・シルヴェストリ、マーク・テシェアラ、アダム・クーバート、レイニ・フランシス・ユ、ロブ・ライフェルド、ショーン・チェン、ダリク・ロバートソン、ジョン・ロミータ・ジュニア、ウンベルト・ラモスがらが参加した。
1990年代、ウルヴァリンがマグニートーによって骨格のアダマンチウムを引き抜かれた後、骨質の爪を生来持っていたことが明らかとなった。それはピーター・デイビッドの一時の冗談に触発されたものだった。
ウルヴァリンシリーズと色々なX-メンシリーズでの登場に加えて、キャラクターの過去を取り上げた2つのストーリーライン、つまりマーベル・コミック プレゼンツ #72-84 (1991)でシリーズ化されたバリー・ウィンザー・スミスの「ウェポンX」とジョー・カザーダ、ポール・ジェンキンス、ビル・ジェーマスの共作でアンディ・クーバートが作画した6冊のミニシリーズ「オリジン(Origin)」（2001年11月から2002年7月）がある。第二期ソロシリーズであるスティーブ・ディロン画・ダニエル・ウェイ作の『ウルヴァリン: オリジン』は現在共に進行している第二期ウルヴァリンソロシリーズを副産物として産み出した。

### ウルヴァリンの素性の成り立ち
共著者のレン・ウェインは当初、ローガンはクズリの突然変異体であり、超種族ハイ・エボリューショナリー(High Evolutionary)によって人間の形態に進化したとしていた。X-メン#98にあるウルヴァリンの生物学的な分析は、彼が一人前のミュータントではないことを示唆しており、X-メン#103でウルヴァリンは「レプラコーンを信じていない」といい、レプラコーンはしゃべるクズリを信じられないと答えている（これは『鏡の国のアリス』での、ライオンとユニコーンの会話のパロディ）。
超人ハルク対ウルヴァリン（超人ハルク#180-181の復刻版）に掲載されたクックラムのインタヴューは、「ウルヴァリンがクズリの突然変異体である」という主張を補強するものである。そこでクックラムは、ウルヴァリンを人間にするのにはハイ・エボリューショナリーが重大な役目を担ったと考えていると話した。
当初クックラムは、ウルヴァリンをスパイダーマンのように十代後半の年齢にし、超人的な強さと能力を持つようにしたかった。しかしこのクックラムのもくろみは、ジョン・ロミータSr.が覆面なしのウルヴァリンを毛深い40歳代のオヤジキャラとして描いたのを見て、大きく変わった。
レン・ウェインは、ウルヴァリンのツメは元々格納が可能なもので、グローブの部品と爪の両方がアダマンチウムでできていることを想定していた。このアイディアは、グローブを付ければ誰でもウルヴァリンになれる方が良いと考えたクレアモントによって拒否されたが、X-メン #98において、この爪はウルヴァリンの身体の一部であることが初めて公式に明かされた。

### ウルヴァリンの素性の成り立ち 2
デイブ・クックラムが去り、ジョン・バーンが画家になった後、バーンはインタヴューや彼のウェブサイト上でウルヴァリンにふさわしい顔を描いていると言っていた。しかし、ジョン・ロミータSr. が既に彼の顔を描いていたことを知った。その後、バーンはその絵をセイバー・トゥースの顔として使った。バーンはその時、セイバー・トゥースがウルヴァリンの父親であるというアイディアを思いついた（結果、彼らは似たような治癒能力とキレやすい性格を持っている）。
バーンとクレアモントは、ウルヴァリンが60歳前後であり、青年期にセイバー・トゥースによって施された何十年もにわたる虐待から逃れた後、第二次世界大戦に従軍していたと設定した。その計画はウルヴァリンにとってほとんど偶然に引き起こされたものだった。つまり、回復した直後、ベッドから降りようとした彼の足はすぐに折れ、彼の治癒能力は自身の骨格には働かないことがわかった。彼は病院のベッドで十年以上過ごし、もう少しで気が狂いそうだった（これが彼のバーサーカー的激情の理由である）。その頃、カナダ政府は彼に、全身の骨格を固体のアダマンチウムで置き換える（注入ではなく）と言うアイディアを持ちかけた。爪は予期せぬものだった。
だがこの起源はやり過ぎだったようで、その後一度も使われていない。

## 人物
普段は温厚であるが稀に容赦なく他人に牙を向けると言う一面もある。しかしながら、野菜が嫌い。
マーベル・コミックの公式ホームページでは元バーテンダーなど様々な職歴が紹介されている。カナダのアルバータ州が故郷である。

### X-メン参加前
バックストーリーと後付けの設定が込み入った時期が数年続き、2001年のミニシリーズ「Origin」で遂にウルヴァリンの若き日の物語が語られた。
19世紀のカナダ・アルバータ州を舞台にしたこのシリーズは、ウルヴァリンの出自をジョン・ハウレットとエリザベス・ハウレットの息子・ジェームズ・ハウレットとして描いている。急速な治癒力を持つ現在のウルヴァリンと対照的に、ジェームズは24時間の治療を必要とする病気がちな青年だった。彼の両親はジェームズを監視し元気づけるためにローズという名の若い女性を雇った。
珍しくジェームズが外出を許された日に、彼とローズはハウレットの邸宅の管理人トーマス・ローガンの息子のドッグ・ローガンと一緒に遊んで過ごした。トーマスとドッグは貧民街にある小さな小屋に一緒に住んでおり、トーマスは口汚い酒飲みで、ハウレット家、とりわけジョン・ハウレットにひどく腹を立てていた。最初、彼の憤りはジョン・ハウレットは何でも持っているのに対し、彼と彼の息子が何も持っていないことに起因していたが、後になって、ジェームズが生まれる前からエリザベスと不倫関係を継続していたことも関係していることが明らかになった。
ドッグがローズを強姦し、ジェームズのペットの犬を殺そうとしたため、ジョン・ハウレットはトーマスを解雇、資産を放棄させた。このことがトーマスの憎悪を更に募らせ、酔ったトーマスとドッグはライフルを持って夜中にハウレット邸に侵入した。寝室でエリザベスを見つけたトーマスは一緒に逃亡するよう説得していたところ、ジョン・ハウレットが立ちはだかり、トーマスとジョンは殴り合った。
物音で眼を覚まし、両親の寝室に入っていたジェームズは、トーマスがジョンを射殺する瞬間を目撃した。激高すると共にショックを受けたジェームズの手の甲から、爪が初めて姿を現した。彼はトーマスを殺し、ドッグの顔を裂いた末、寝室を出て行った。夫と愛人の死、そしてジェームズの爪の出現を目の当たりにしたエリザベスはまもなく自殺。恐怖で視力を失い混乱したローズは、ジェームズを連れ夜の闇の中を逃げ去った。呼び出された警察官がドッグに質問すると、彼は殺人を全面的にローズのせいにした。
ハウレット夫妻殺害容疑をかけられたローズと、無情な祖父に追放されたジェームズは、二人の友人には知られていない所、採鉱植民地へ一緒に旅立った。トラウマによって両親や少年期、本名等の記憶を失ってしまったジェームズはローガンと名乗り、厳しい採鉱植民地の環境と格闘した。その間に彼のミュータントの能力は発展し、強くなったジェームズは彼の採掘仲間から「ウルヴァリン」というあだ名をつけられた。採鉱植民地で過ごす間、ジェームズはローズに過去を話すことが次第に少なくなり、狩猟や植民地での日々の生活に必要な力仕事に没頭していった。
ジェームズとローズに気づかれることなく、ドッグはブリティッシュコロンビア州まで彼らを追ってきた。死の間際にジェームズの祖父は心を入れ替え、ドッグに「最後に一目会うために自分の孫を見つけてくれ」と頼んだが、彼の父を殺し、彼の顔に傷をつけたジェームズとローズに対し、未だに深い恨みを抱いていたドッグはその頼みをはねつける。ドッグは採鉱植民地でローズとジェームズを見つけ、ジェームズを大観衆の前で痛めつけ殺そうとする。大勢が見守る中、ジェームズが爪を出してドッグを殺そうとした時、ローズは偶然にも群衆によって2人の近くに押し出され、ジェームズの爪に刺されてしまった。ローズはジェームズの腕の中で息絶え、悲嘆と共に狂気に駆られたジェームズは、オオカミと共に森の中で暮らすようになった。

#### 初期
明かされていない長い時間の後、ローガンは文明に戻り、第一次世界大戦中はカナダ陸軍の兵士として働いた。戦争終結後は、世界中で一連の冒険を実行した。
彼は第二次世界大戦のノルマンディの戦いやマーケット・ガーデン作戦にも参加した。ローガンはソビボール集中キャンプで時を過ごした。キャプテン・アメリカは、第二次世界大戦中に「若き日のブラックウィドウを助けるために、ローガンと共に働いていた」と言及している。
ローガンはシルバーフォックスという名のネイティブアメリカンの女性を愛し、政府の極秘任務チーム「チームX」に異動するまで1つのキャビンで暮らしていたことを鮮明に覚えている。セイバー・トゥースは、彼の誕生日にシルバーフォックスを強姦した末に殺害している。
また「ウェポンX」計画に参加する前には、諜報員のキャロル・ダンバースとニック・フューリー、兵士時代のベン・グリム、スパイのリチャードとメアリ・パーカー（ピーター・パーカーの両親）と会っている。

#### ウェポンX
で始まったシリーズ「ウェポンX」の中で、バリー・ウィンザースミスはウルヴァリンについての新たなバックストーリーを作り出した。
ローガンは狩猟場で他の兵士を射って軍を除隊させられた放浪者であるとされた。
過去を知らず、長期間にわたる記憶の喪失に苦しめられていたローガンは、酒場で薬を盛られ、謎の人物「プロフェッサー」とDr.エイブラハム・コーネリアス、その秘書キャロル・ハインズによって運営されるカナダ政府の秘密施設「ウェポンX」へ連れて行かれた。
彼らは被験者であるローガンの髪や体毛を総てそり落としたが、彼の体毛は自己治癒能力によって急速に再生し、投与した薬物も抜けていく。ローガンがミュータントであることを確信したプロフェッサーの命令で、研究グループはローガンの全骨格にアダマンチウムを注入して強化し（爪はこの時現われた）、また彼を洗脳して殺戮機械に変えた。しかし、程なくしてローガンの洗脳は解け、彼はプロフェッサーやコーネリアス、ハインズら施設の人間のほとんどを殺害して施設を脱走した。野生に逃げたローガンは、そこでカナダ政府の役人であったジェームズとヘザーのハドソン夫妻に遭遇したのをきっかけに、カナダ政府の超人部隊デパートメントHに入隊した。

#### 初登場
ウルヴァリンの歴史的な初登場は「超人ハルク」#180の最後のページの1コマである。いまやデパートメントHのスーパーエージェントであり、ウルヴァリンのコードネームを使うローガンは、ハルクとウェンディゴの戦いがもたらす周囲への破壊を止めるために派遣された。彼のスピードと運動能力はthe two plodding powerhousesに打ってつけの人物であることを証明したが、彼がウェンディゴを追いかけたことがハルクを困惑させた。やがて子供のような精神のハルクは、二人は今や友達であると信じるようになる。戦いはウェンディゴが敗れ、ウルヴァリンがハルクからの右フックで気を失うところで終わった。デパートメントHが到着し、ハルクと戦うのに時間を使い過ぎてプランBを開始したとウルヴァリンに言ったが、これは未解決である。

### X-メン
「ジャイアントサイズ X-メン」#1で、プロフェッサーX はウルヴァリンをX-メンの新たなメンバーとして招き入れた。
クリス・クレアモントと他のライターはやがて彼のキャラクターに複雑さを付け加えた。例えば、日本語の読み書きができ、また個人的な尊敬に対して鋭い感性を持っており、彼の尊敬は滅多に与えられるものではないことなどが明らかにされた。
シリーズ中で、ウルヴァリンはしばしばX-メンのリーダーであるサイクロップスと衝突した。それは遠い昔に死んだローズに似た容姿を持つチームメイト、ジーン・グレイとの関係に起因していた。格闘では狂戦士的な怒りに駆られる傾向があったが、次第に野生の衝動を制御する術を会得していった。チームメイトのバンシー以外には誰にも自分自身のことを明かさなかった。当時英国政府のエージェントをしていたバンシーは、ウェポンX時代の前のローガンと遭遇しているが、彼の爪が肉体的にくっついていることは分からなかった 。
ジェームズ・ハドソンは強化服をまとったヒーローヴィンディケイターとしてウルヴァリンと戦い、彼をデパートメントHに連れ帰ろうとしたが、即座に打ち負かされた。
その後すぐ、ウルヴァリンは東京で、かなり強力なヤクザ一家の跡継ぎであるヤシダ・マリコという女性と出会う 。庭園で親しくしている場面で、ウルヴァリンはマリコに対して自分の名前を言いかけたが、マンドロイド達とモーゼス・マグナムに邪魔される。戦いの後、日本を去る前に彼はマリコに白菊を贈るとともに、ついに自分の名がローガンであると告げた 。彼が自分自身を指す名前を明かしたのはこの時が初めてである。
時が経ち、彼はマリコに惚れ込み、ジーン・グレイは彼に愛情を持つようになった。
カナダのスーパーヒーローチームアルファフライトのリーダー・ヴィンディケイターが、チームの最初のミッションとしてウルヴァリンを捕獲するために戻ってきたが、X-メンはアルファフライトに勝利した。
その後しばらくして、キティ・プライドがX-メンの新メンバーとして参加する。その直後、ジーン・グレイがフェニックスとして暴走し、死亡した（「ダーク・フェニックス・サーガ」事件）。サイクロップスは彼女を失った悲しみのあまりチームを去り、ストームが新たなチームリーダーとなった。ウルヴァリンは初めて黄色と茶色の衣装を着用し（アンキャニィ・X-メン #139）、今回はナイトクロウラーと共にウェンディゴを捕え、アルファ・フライトと和睦するための旅に出た。
この冒険の最中、ヘザー・ハドソンはウルヴァリンがローガンという名前であることを明かし、他の者が彼の名前と過去、そして彼の隠れた本性を明かした。その時ナイトクロウラーは「なぜ名前を言わなかったのか」と尋ねると、ウルヴァリンは単に「誰も聞かなかったから」と答えた。ウェンディゴが倒され、二人は（本質的にまるで違っていたが）すぐに親友になった。
彼の最初のソロシリーズ（クリス・クレアモント作、フランク・ミラー画）で、既婚者となっていたマリコと再開したウルヴァリンは、その爪を駆使して彼女の父親である暗黒街の顔役(crime lord)ハラダ・シンゲンを襲撃する。マリコはローガンには話をしないと決めていた。ツメを抜くhonorを持っていなかった。彼女の夫が殺され、シンゲンとの再戦し打ち勝ったことでローガンの名誉は回復され、二人は婚約した。しかし結婚式はバイパーとシルバー・サムライ、この一件の黒幕であったマスターマインドによってめちゃくちゃにされた。
別の物語では、ウルヴァリンは東京でのX-メンと巨大なドラゴンの戦いの余波で殺された女性の娘コバヤシ・アミコの世話をする責任を負った。後の物語では、ローガンは彼の親しい友人や恋人のユキオの保護の元にいるアミコの元へ何度も訪れた。
それからウルヴァリンはキティ・プライドと共に日本に旅立った。それはかつての指導教官Ogunと対決するためであり、数年前に殺され彼の悪意ある魂は宿るべき主を必要としていた。Ogunはキティに取り憑き、彼女を彼の暗殺者に仕立てたが、ローガンは彼女が克服するのを助け、Ogunを彼女の身体から追い払った。その後、ローガンとキティは親しい友人になり、キティは彼の娘のような存在になる。
ストームの力が失われ一時的にX-メンを去った時、ウルヴァリンはX-メンの弱体化したチーム（主なメンバーはハボック、サイロック、ロングショット、ローグ。時にはコロッサスもいた。）のリーダーを継いだ。このチームは主に「フォール・オブ・ミュータンツ」や「インフェルノ」などのクロスオーバーイベントで活躍した。
「フォール・オブ・ミュータンツ」事件の後、死んだと思われていたX-メンのメンバーたちは世界各地で離れ離れになって復活した。復活直後のウルヴァリンはレディ・デスストライクとリーヴァーズによる攻撃を受け、若きミュータント、ジュビリーによって命を救われる。ジュビリーは後にキティやアミコと同じく、ウルヴァリンの娘代わりの存在になった。この頃ウルヴァリンは、パッチという偽名を名乗ってマドリプール（架空の街）でかなりの時間を過ごした。
オーストラリアにいる時に、アポカリプスはウルヴァリンをだましてサヴェッジランドへと旅立たせた。そこで、現地の一族の女首長Gahckとの関係をスタートさせた。そこで彼はアポカリプスのバージョンの狂ったロボットをみつけた。それはアポカリプスが望んだ時に破壊した者だった。彼は一族へのアポカリプスの実験を終わらせ、知らないうちにGahckとの間に息子をもうけ、彼女は彼にEristaと名付けた。
X−メンがアメリカに戻ってから、ウルヴァリンはカナダのウェポンX基地に戻った。そこで彼は自身の記憶の多くが埋め込まれたものだと知り、彼の性格はより暗くなり、ロボットのShivaと戦った。
ウルヴァリンは日本に戻りマリコと再会したが、彼女は自分の組が違法な活動を全て止めるまで彼への愛を再発火させるのを拒んだ。しかし、彼女は間もなくウルヴァリンを恨むマツオ・ツラヤバの元で働くヤクザの殺し屋にフグ毒を盛られる。マリコはウルヴァリンに、毒によってゆっくり苦しんで死ぬのではなく、介錯してくれと頼み、ウルヴァリンは渋々これに応じた。この出来事はウルヴァリンのキャラクターを劇的に変え、彼をより抑制され、他人に心情を表さないようにした。ウルヴァリンはマツオに、マリコの命日には彼の元に訪れて、何も残らなくなるまで身体の一部をスライスしてやると断言した。
マリコが死んで間もなく、ウルヴァリンとジュビリーは、ウェポンX計画のハインズと共にかつて所属していたチームXのメンバー（セイバー・トゥース、マーベリック、ジョン・ライス、マストドン、シルバー・フォックス）と再会した。サイ・ボーグ(Psi-Borg)としても知られた強力なサイキックで、彼らの多くをウエポンX計画のために洗脳したアルド・フェロ(Aldo Ferro)を捕えるためであった。Ferroとハインズはセイバー・トゥースにシルバーフォックスを殺させてまもなく死亡した。
ウェポンXの精神的干渉とマリコとシルバー・フォックスの死に起因する精神的衰弱を被った。かつてチームXでテリー・アダムズを暗殺するミッションについていたことを考えて、ウルヴァリンはロシアの宇宙計画施設に侵入し、遺伝子操作され強力なサイキック能力を持つ宇宙飛行士Episilon Redに遭遇した。レッド、つまりウルヴァリンが追うテリー・アダムズは施設の脱出を助けてくれたお返しにウルヴァリンの精神の心理的な壁の多くを破壊した。どの記憶が真実でどの記憶が虚偽なのかと言うこの更なる知識によって、ウルヴァリンは遂に粉々になった人生の欠片を取り出すことが可能になった。
この幸せは長くは続かず、「フェイタル・アトラクション」事件の最終局面で、ウルヴァリンの骨格を覆うアダマンチウムはマグニートーの金属操作能力によって強制的に引き剥がされた。ウルヴァリンはこれにより深く傷つき、彼はヒーリングファクターをほとんど使い果たしてしまった。これによって、それまでウルヴァリンが持っていた力、スタミナ、反射能力などのほとんどは弱められてしまった。
ひどく弱体化した己の状態を受け入れるのを拒んだウルヴァリンは、X-マンション（X-メンの基地）にある訓練施設・デンジャールームでのトレーニングを始めた。彼の怒りと葛藤に呼応して、彼の爪は彼の腕を引き裂いて肉体の外へ突き出した。これにより彼の爪は後からインプラントされたものではなく、骨質で、元々の肉体の一部であることが明らかにされた。更に彼が爪を出す度に、爪は彼の腕の皮膚と肉を突き破り、大きな傷と流血を伴うものとなった。これに不便を感じたローガンは、ジュビリーに対する置手紙を残して単独の冒険へと旅立った。
この冒険の最中、彼は幾人かのかつての敵（アダマンチウムの肌を持つ怪人サイバー、リーバーズの生き残りCylla、吸血鬼ブラッド・スクリームなど）と遭遇した。この単独行の間にウルヴァリンは、若きミュータントチーム、ジェネレーションXとの合同トレーニングに参加したりもした。
マドリプールでかつての戦友マーベリックとX-メンでのチームメイト・ガンビットと出会うと、セイバートゥースがエグゼビアの元にいることを知った。帰還したウルヴァリンは、セイバートゥースと死闘を演じ、この戦いはウルヴァリンがセイバートゥースの脳を爪でえぐって終わり、ケガが完全に治るまで一時的にセイバートゥースの邪悪な人格を置き換えた。
次のいくつかの号の途中で、プロフェッサーXとビースト、ヘザー・ハドソンらによって行われた試験と研究は、ウルヴァリンのミューテーション（変異）はいまだに継続していることを示した。ほとんどのミュータントと違い、彼は生涯をかけてゆっくりと変異が継続しているのだ。この変異の進行により、ウルヴァリンのパワー、高められた感覚はゆっくりと強化されている。しかし、ウルヴァリンの骨格にアダマンチウムが組み込まれた後、この変異は完全に停止させられていた。この研究はまた、アダマンチウムの存在が、継続する変異の抑制の他に、彼の持つヒーリングファクターを阻害していたことも明らかにした。骨格に織り込まれた異物であるアダマンチウムに対して、彼のヒーリングファクターは恒常的にそれを取り除こうとする多大な努力を強いられ、他の怪我からの回復を遅らせていた。マグニートーがウルヴァリンの骨格からアダマンチウムを抜き取った結果、彼の身体が完全に怪我から癒えると、変異が非常に早いスピードで進行し始めた。
彼のミューテーションの進行によって彼の能力がどれほど強化されたかについては、ウルヴァリンが車にひかれ、多くの内臓が損傷し全身の骨の半数が折れた際にはっきりした。彼はほんの数秒で完全に回復してみせたのである。またこの変異はウルヴァリンを将来、肉体的に原始的で野獣のような状態への退化を引き起こすであろうことをも示している。
その後、ケーブルの息子ジェネシスがウルヴァリンを拉致し、アポカリプスの部下フォー・ホースマンのひとりへと改造するために再度アダマンチウムを彼の骨格に結合させようとした。この試みは成功せず、この強引な再改造プロセスはウルヴァリンの身体を野蛮で動物的な本能に支配された野獣にまで退化させた。怒りに駆られたウルヴァリンはジェネシスとfleesを含むダークライダーズを殺害した。美貌の暗殺者エレクトラと盲目の師父スティックの助けを借りて彼は人間性を取り戻し、退行の大部分を逆転することができた。
ウルヴァリンはアダマンチウムなしでアポカリプスにさらわれるまで幾らかの時間を過ごした。アポカリプスはフォー・ホースメンの新たなリーダーを決めるために、ウルヴァリンをアダマンチウムを結合させたセイバー・トゥースと対決させた。
彼はこの勝利が、洗脳とこれまでの仲間を敵に回すことを意味するのを知っていたが、セイバートゥースは抵抗することができるかもしれないが殺戮マシーンとして解放されることを楽しむだろうと思った。ウルヴァリンは勝負に勝ち、アポカリプスはセイバートゥースのアダマンチウムをはぎ取ってウルヴァリンの骨格に再結合させた。ウルヴァリンはフォー・ホースマンの一人デスに改造され、X-メンと戦うこととなったが、ウルヴァリンはジュビリーの助けを借りてアポカリプスの洗脳から脱した。
ウルヴァリンは、かつて元々のウェポンXの施設から脱出する時に失踪した兵士であるDr.マルコム・コルコードの指揮により再開されたウェポンX計画に捕えられた。元々の計画で埋め込まれた精神的なインプラントは未だに機能しており、コルコードはそれらをウルヴァリン追いつめてかつての計画のメンバーを消させるために使った。しかし、かつての監督の暗殺の間に、ウルヴァリンの精神的なインプラントはついに破壊されたようだ。
グラント・モリソン作の一連のエピソード（一時的にNew X-Menと改名された）では、ウェポンXの「X」がアルファベットではなくローマ数字であることが明らかになり、ウルヴァリンはイサイア・ブラッドレイとキャプテン・アメリカ（ウェポン1）に始まる生きた超兵器シリーズの10番目・ウェポン10であることが判明した。ウルヴァリンを実験台としたウェポンX計画は、副産物としてより大きなウェポンプラス計画に発展し、謎めいた人物ファントメックス（Fantomex、ウェポン13）はサイクロップスとウルヴァリンを、ウェポンプラス計画を挫き、ウルヴァリンの真の素性を見つけるためのミッションに参加させた。ウェポンプラス基地への襲撃の最中、ウルヴァリンはウェポン15ことウルティマトンを殺害した。
その時、ウルヴァリンは自身の起源を記したウェポンXのファイルへのアクセスを得たが、大部分がコマの外にあり、読者には彼が何を知ったかを正確にはハッキリしていない。分かっているのは彼は生きたセンチネルになることを意図されていたことと、彼は彼の能力の試験として中東の小さな街ロアノークの全住民を根絶やしにすることを強いられたと言うことである。この新事実はウルヴァリンに自身がかつてモンスターであり、唯一の目的は殺すことであったと信じさせたが、ジーン・グレイはこのような考えはやめるように説いた。
ウルヴァリンが洗脳され、世界的規模の犯罪集団HYDRAのエージェントにされた時、彼はS.H.I.E.L.D.の助けを借りてそれらの洗脳計画を打破することができた。その見返りにウルヴァリンは時々HYDRAの計画を阻止するを手伝うためにS.H.I.E.L.Dのエージェントになっている。
ウルヴァリンはその時アベンジャーズに引き抜かれた。"cross the lines they refuse to cross"（皆が渡ることを拒むラインを渡る）することを望んでおり、「アベンジャーズ・ディスアッセンブル」事件の後、アイアンマンは再びスカーレット・ウィッチに起きたようなことが再発するのに備えて、チーム内にチームメイトを殺す覚悟がある人物を配する必要性を認識していたからだ。彼はキャプテン・アメリカやアイアンマン、スパイダーマン、ルーク・ケイジのような著名なマーベルヒーローたちと並んで働いている。
M・デイ以降、激的にミュータント情勢が悪化した事から、アステロイドMを改造したミュータント国家である「ユートピア」をサイクロップスが建国したが、次第にサイクロップスは、「ミュータントの自由」を建前として、目的の為には手段を選ばない冷酷な独裁者と化してしまう。普段から衝突しがちとはいえ、彼のリーダーとしての器を認めていたウルヴァリンは、不安を募らせていくも、反対勢力を容赦無く殺害し、平気で仲間を犠牲にする等、サイクロップスの独善極まりない暴走はどんどん悪化していく。遂には、10代の子供のミュータントまで、巧みに言い包めて戦場に借り出そうと考えているサイクロップスに、我慢の限界を迎えたウルヴァリンは、これまで以上にサイクロップスと対立。プロフェッサーXらと共にユートピアを去り、新たにミュータントを保護する場所として、亡きジーンの名を冠した「ジーングレイ学園」を設立する。それを見て時代の変化を悟ったプロフェッサーXからは、指導者として一線を退く事を告げられるのだった。

#### Modern Adventures
「ハウス・オブ・M」事件の結果、ウルヴァリンの記憶は完全に元に戻った。これはマーベルユニバースのいくつかの主要な勢力や政府に、ウルヴァリンの人生への関与と彼が取り戻した知識からパニックを引き起こした。アメリカ合衆国とカナダは彼の復讐に備えて、ウルヴァリンに関するすべての記録を処分した。
政府らの恐怖は現在彼のソロシリーズのOrigins & Endingsarcの中ではっきり示されている。ムラマサブレードと呼ばれる神秘の武器に関する他の知識を欲して、かつてウルヴァリンにウェポンXから逃れたのは一人ではないと言ったシルバーサムライと対面した。キャプテン・アメリカの第二次大戦中のサイドキック（ヒーローを補佐する役割の者）で、当時はウィンター・ソルジャーとして知られていたバッキーは、彼の脱走を手伝った。ウルヴァリンは彼と会うためにセルビアを旅して、バッキーは彼はローガンのかつての明らかにされていない妊娠中の日本人の妻を殺したが、その時の彼の行動はコントロールが効かなかったと明かした。
ウルヴァリンは自分がどのようにしてイツと会ったかを思い返した。第二次世界大戦後、Ogunはウルヴァリンの師匠だった。彼の鍛錬が終わった後、Ogunは、兵士達に人間性を取り戻す方法を教えているバンドウサブロウの村へ彼を送った。そこでウルヴァリンはイツに出会い、二人は結婚し一児をもうけた。サブロウの村は山々に取り囲まれており、その中にはthe demon 刀鍛冶ムラマサも所属していた。バッキーがイツを殺害してから、ウルヴァリンは彼女を殺したのは村人で、ウルヴァリンに敬意を表して一振りの剣・ムラマサブレードを造った。
このことを思い出して、ウルヴァリンはムラマサの山に戻り、ムラマサブレードの返還を要求し、ムラマサは「怒れる神の如く剣を振るうべし」とローガンに言い、快く与えた。ウルヴァリンは復讐を望み、今、誰がその相手になるべきかを思い出した。

#### シビル・ウォー
ミュータント犯罪者ニトロの爆発に、ティーンヒーローチーム「ニュー・ウォリアーズ」とスタンフォードの一般市民600人以上が巻き込まれて死亡した惨劇の後、ウルヴァリンはトニー・スターク（アイアンマン）の反対を振り切って、ニトロへの復讐に乗り出す。
ニトロは爆炎でウルヴァリンを焼却しようとするが、ウルヴァリンはアダマンチウムの頭蓋骨で脳が保護されていたため再生する。ウルヴァリンは続く数分間でニトロを文字通りボコボコに殴り続けた。
そこにナモリタ（ネイモア・ザ・サブマリナーの従妹で、スタンフォードの爆発で死亡したニュー・ウォリアーズの一員）の復讐をせよという命令を受けた3人のアトランティス人が到着。リーダーのヤヌスはウルヴァリンと、他の二人はニトロとの戦闘を開始する。そしてアトランティスの王子、ネイモア・ザ・サブマリナーが到着した。ヤヌスとネイモアを相手に戦うウルヴァリンだったが、背後からのヤヌスの攻撃によって意識を失う。意識を取り戻した時、そこにはネイモアたちの姿はなく、ウルヴァリンはニトロがアトランティスへ拉致されたことを知った。
アイアンマンから水中用アーマーを無理矢理借り出したウルヴァリンは、海底王国アトランティスでネイモアと対面する。ネイモアはウルヴァリンにニトロとの接見を許した。ニトロは逃亡を図るものの彼のミュータント能力は使用不能となっていた。
ウルヴァリンは、ネイモアの置かれた状況のほうがより深刻であることを認め、ニトロをアトランティスに残したまま地上に帰還することとした。
ネイモアはウルヴァリンの決定に感謝し、ニトロがダメージ・コントロール社のCEO、ウォルター・デクランからミュータント・グロース・ホルモン（ミュータント能力を強化する薬品）を違法に投与されていた事実を告げた。
地上に戻ったウルヴァリンは、デクランのオフィスに盗聴器を仕掛け、ダメージ・コントロール社（スーパーヒーローとスーパーヴィラン、あるいはスーパーヒーロー同士の戦いで破壊された施設・設備の再建・補修を行う会社）が事業契約を拡大することができるように、スーパーヒーローによる戦闘の数そのものを不正に増加させていたことを突き止めた。ウルヴァリンは、ダメージ・コントロール社とデクランが事件の黒幕であることを暴露しようとする。
デクランはウルヴァリンを止めるために武装兵士を動員。ウルヴァリンを助けるために派遣されたヤヌスとアミール(Amir)と共に彼らを突破するものの、そこにスーパーヒーローの一人、セントリーが到着する。
スーパーヒーロー登録法を擁護するセントリーは、ウルヴァリンを打ち倒して首輪と手甲をはめ、ウルヴァリンの「武装解除」を画策するS.H.I.E.L.D.へと連行した。しかしその途中、ウルヴァリンは爪を伸ばして枷を切り落とし逃亡した。
ダメージ・コントロール社に舞い戻ったウルヴァリンは、マリー・ホーグとウォルター・デクランが熱く議論しているところに出くわす。万事休すと悟ったデクランは、自分自身にミュータント・グロース・ホルモンを投与して獣化し、ウルヴァリンと戦う。デクランを殺す前に、ウルヴァリンは、この本当の悪は事前に計画されていたのか、それとも自然発生的だったのかと問いかける。戦いに勝ったウルヴァリンは、スタンフォード事件の廃墟に戻り、ミリアム・シャープと話す。
ウルヴァリンはアトランティスへと戻り、アミールと話し、彼女と共に眠りについた。彼は自分の人生の痛ましい時間と体験した肉体的な苦悶を思い出し、どのようにして向き合っていけば良いかを考えた。しかし、愛する者を失い死ぬことができない苦しみには耐えることができないとわかった。ニトロが彼を焼却した時のことを思い出し、彼はジーン・グレイに話しかけた。これはジーンの魂だったのか、潜在意識の現れだったのかはハッキリしない。ジーンはかつて死亡したことがあり、復活したこともあるためだ。どちらにせよ、ジーンはローガンに命の果て(the edge of life)には光の向こうに全ての答えが待っているのだと知らせた。彼の命の愛情は彼をそこで待っており、それは彼女であり、Lazaerでもある。Lazaerやその意味するものが何者なのか、あるいは何なのかはこの時点で不確かだった。ウルヴァリンはLazaerが自分を敗ったならば、それは永久の死を意味するのだといった。
ウルヴァリンはその後ニトロに復讐を果たし、スタンフォードの一件で究極的に責任を持つ者を突き止めようと動き始めた。この時期、彼はS.H.I.E.L.D.のヘリコプターから落下し、自己治癒が始まるまでの意識を失った。Lazaerは死の淵で彼を待ち構えており、ローガンが彼を殺したことについて報復を求めた。ウルヴァリンはLazaerを再び打ち倒したが、これは再び復活することと、彼が愛し、失った者達と見える機会を失ったことを意味していた。
アミールは彼の物語を悲しみ、ウルヴァリンに何故彼の魂が最後の安息を得られないのか知っているかと尋ねた。ウルヴァリンは知っているが、それは諦められないsecretなのだと答えた。

##### シビル・ウォー、その後
狼男のような外見をした二人の野蛮な獣人が戦っている夢を度々見たウルヴァリン。外出先からXマンションに戻ると、自室に侵入していたセイバートゥースと遭遇した。すぐさまセイバートゥースを窓から放り出し、戦闘が始まった。戦いのさなか、ウルヴァリンはセイバートゥースが数年前シルヴァーフォックスを殺害した際に言った『Quod Sum Eris』という言葉の意味を尋ねた。セイバートゥースは『貴様も俺の様になる(You will become me)』という意味だと説明した。ウルヴァリンはセイバートゥースを精神異常者呼ばわりし、喉元に拳を押し付けた。セイバートゥースは彼にツメを伸ばすつもりなら、心臓をもぎ取るぞと言った。ウルヴァリンは『Let 'er rip』といってツメをのばしセイバートゥースののどに刺した。
ウルヴァリンが狼男たちの夢から目覚めると、自分がブラックバードの上に縛り付けられていることを知った。彼は鎖をひきちぎってジェットのコックピットに乗り込むと、操縦桿を握っていたのは殺したはずのセイバートゥースであった。彼はセイバートゥースを鎖で締めつけ、ジェットを地面に激突させようとした。二人は燃え盛る残骸の中から脱出し、無数の怪我を負いながらも戦い続けた。彼らは突如、ストームが放った落雷によって分断された。彼女は彼らを『互いにあり得ない存在同士は心中しない限り消えない事がまだ解らないの?(You both are going to have to learn you cannot kill one another without killing yourselves.)』と叱りつけた。ウルヴァリンはブラックパンサーの宮殿に保護されていた。横たわるベッドの上で、また別の、戦い合う獣人の夢を見た。今回の獣人たちは鎧を着て剣を振るい、ゾウの背にまたがっており、言葉を発していた。そのころ鎖に繋がれていたセイバートゥースは、縛を解くとブラックパンサーの宮殿から抜け出し、ジャングルへと逃げ込んだ。ブラックパンサーがその後を追い、ウルヴァリンとストームがやや遅れて追跡を開始した。セイバートゥースとブラックパンサーの戦いではセイバートゥースが優位に立った。セイバートゥースがとどめの一撃を放つ前にウルヴァリンが現れ、セイバートゥースの右手を切り落とした。セイバートゥースにとどめを刺したウルヴァリンは、自分がゾウの墓場にいることに気づいた。ゾウの骨の傍らに牙とツメを持つ人型の生物の骨を見つけた。彼はこの墓場が近頃みていた狼男たちの夢の舞台であることに気づいた。
エグゼビア教授を守るため、ローガンはワールド・ウォー・ハルクでのハルクとの戦いで重要な役目を果たすようである。ign.comでの『hit list』では確かなようである。

## ウルヴァリン: オリジン
ウルヴァリン: オリジン(Wolverine: Origins)は、「Origins & Endings」に続きウルヴァリンが主役になった二つめのシリーズである。このシリーズの始めに、彼は政府の敵から情報を引き出そうとしているShiva robotに出会った。ムラマサブレードでロボットを倒した後、それらはローガンから隠れて政府内でニューク（フランク・シンプソン）が差し向けたモノだった。フラッシュバックを通してウルヴァリンがベトナム戦争中子供として彼の家族からニュークを連れていったこと、そしてニュークにベトナムの村人を虐殺するトリガーワードを埋め込んだ責任があることが明らかになった。これはウルヴァリンを再生(recreate)する試みの一部であることは明らかで、彼はウェポンX以前に既に生体兵器であった。この場で正確に誰がウルヴァリンをコントロールしていたのは今もって分からないままである。
南ベトナムでニュークを倒した後、彼はキャプテン・アメリカと戦った。彼はウルヴァリンの復讐を止めるために送りこまれたのである。X-メンのサイクロップス、エマ・フロスト、そしてヘリオンは戦いに割り込んでウルヴァリン（キャプテン・アメリカがどうにかして取り上げたムラマサブレードのslashによって狂戦士化していた。）が有名なヒーローを殺すのを止めた。
エマはテレパシーで戦闘員達を落ち着かせ、ウルヴァリンに彼の息子が生きていることを明かした。その少年の名はダケン(Daken)。エマはウルヴァリンに、彼の息子はウルヴァリンがかつて幾度か操られていたのと同じく、彼自身の考えはまったく持っていないようだと警告した。ウルヴァリンは、セイバートゥースがシルバーフォックスを殺害した時のこと、彼女の殺害が彼が復讐しようとしている者たちが、彼の心の中の野獣を解き放ち、味方をするように仕組んだことを思い出した。彼は自分の敵が自分の息子をコントロールするために似たようなことをしたことを確信した。
エマはウルヴァリンに息子を助けたいなら復讐を切り上げるように助言する。彼は息子を捕えている者たちは自分を捕まえたらほぼ確実に洗脳するだろうと説明して、サイクロップスにムラマサブレードを託した。ウルヴァリンはサイクロップスとその時がきたら、その剣を使って殺すことを約束させた。エマはウルヴァリンに彼の息子は他の何より憎んでいることを知らせた。ウルヴァリンは自分は同様に敵の支配下でためしたすべてのひどいことによって自分自身を憎んでいるのだと言った。
ウルヴァリンはカーボナディウムが彼のヒーリングファクターを弱めていることを思い出し、息子を殺さずに無力化する方法があるかもしれないと考えてアメリカに戻り、かつての仲間マーヴェリックを探した。マーヴェリックはウルヴァリンが初めてカーボナディウム・シンセサイザーと極悪非道のオメガレッドと遭遇した時のチームの一員であった。彼は数年前にウルヴァリンに仕事を任されたことがある。ウルヴァリンはマーヴェリックを追ってニューヨークのとある建物に行った。そこでは強化されたり力を失ったりしたミュータント達が同様に避難しており、驚くべきことにジュビリーの姿もそこにあった。しかし彼らの再会は短命でオメガレッドは不可解にも、その建物へと急に押し入り、ジュビリーを半殺しにし、マーヴェリックを痛めつけ、カーボナディウム・シンセサイザーの在処を問いただした。
マーヴェリックとジュビリーが力を失ったミュータントたちを避難させる間、ウルヴァリンとオメガレッドは戦った。ウルヴァリンはカーボナディウムと初めての遭遇、つまりチームXで彼を操っていた者達は彼の記憶を書き換える以前にミッションの後、毎回のようにそれを試していたのを思い出した。彼等が彼を洗脳する装置にかけた時、彼は反撃に打って出て、喉への一撃で科学者達の一人を殺害した。彼は他の科学者をおびえさせ、骨の爪を偶然にも飛び出させた。爪を見た彼はチームXが行った全てのことを思い出した。彼は誰の命令なのか科学者に尋ねたが、彼は知らないと答えた。嘘ではないとかぎ取り、知っていることを話すように命じた。その科学者は電話を通してウルヴァリンが洗脳を必要とする度に連絡を取らされた。仕事を終えた時、彼はウルヴァリンにかろうじて現存する彼が参加していた全てのミッションを入手できたことを告げ、彼に次のミッションのファイルを渡した。ウルヴァリンは通常与えられる書類一式を求めた。彼はその科学者に洗脳は成功したと他の担当者にいうように命じ、このミッションに参加するべく立ち去った。そのミッションはベルリンで行われ、そこでオメガレッドと初めて対峙した。
現代、ウルヴァリンはオメガレッドに圧倒されていた。レッドは壁を突き破って彼に突進し二人は隣の建物の屋上に着地した。ウルヴァリンは一時的に気を失い、一方でオメガレッドはマーベリックがいる建物へ戻っていった。ウルヴァリンはジュビリーが彼に助けを求める叫びを聴いて、その建物に急いで引き返した。傷ついたマーベリックを見つけるが、オメガレッドはジュビリーをさらい、更には彼はカーボナディウム・シンセサイザーを渡したヴィランの名を告げてしまったのだという。
ダムダム・デュガンとS.H.I.E.L.D.が彼の追跡に躍起になっているころ、ウルヴァリンはベルリンを旅してそこで行われたチームXでのミッションの思い出に耽っていた。彼は支配者たちのコントロール下にあるふりをしながら、誰が彼に命令を下しているのかについて何らかの答えを得るために、カーボナディウム・シンセサイザーをドイツの研究所から盗み出すというミッションを引き受けた。セイバートゥースとの過去を覚えていて、彼はヒーリングファクターを無効にするカーボナディウム・シンセサイザーを彼に対して使うつもりだった。だが彼がそうする前にオメガレッドが襲ってきた。逃げてきたドイツの科学者達と共にチームXが避難した時、セイバートゥースはウルヴァリンがコントロールを逃れたことに気付き、科学者を処刑した。その科学者は女性で、セイバートゥースはウルヴァリンが彼のマスターの支配から解放された際には、利用できる女の標的を殺すようにアドバイスされており、彼の拘束が緩む度にかわいいものが死ぬようだった。
現在、ウルヴァリンはブラックウィドウと合流している。ウルヴァリンがいかにしてブラックウィドウと彼女の父親に関わるようになったのかが詳しく明かされ、秘密工作員としての初めての任務の詳細も数多くのフラッシュバックを通して明かされた。S.H.I.E.L.D.のエージェントとの小競り合いの中で、ジュビリーはひどい傷を負った。ウルヴァリンはジュビリーの命を救うことを条件に投降した。S.H.I.E.L.D.の基地に連行され監禁されると、S.H.I.E.L.D.のエージェントに変装したダケンが自らの骨の爪でダムダム・デュガンを負傷させ（明らかな負傷の深刻さに反して、ジョー・カザーダは最近、デュガンは殺害されていないと確証している。）、ウルヴァリンのいる部屋に入ってきた。息子の姿があまりにも自分に似ていたため、涙がウルヴァリンの頬を伝い落ちた。ウルヴァリンの息子はウルヴァリンの『弱さ』に嫌悪感を示し、自らの爪で腹部に斬りつけ、床を血まみれにして部屋を立ち去った。しかし、ウルヴァリンは手早く怪我を治し、施設から脱出した。

## 能力
ウルヴァリンは、彼自身の持つ生理機能に加え、天然・人工双方の改良を加えられたミュータントである。
彼の持つ元々のミュータント能力は、ヒーリングファクターと呼ばれる治癒過程の加速であり、傷付いたり破壊されたりした身体の部位を通常の人間の能力をはるかに超えたレベルで再生し、ほとんどの毒と病気に対して免疫を与えるものである。
ウルヴァリンが癒すことができる速度の描写とケガの限界は物語と作者によって変化する。元々はこれは単に治癒の加速として描かれていたが、作者たちは時が経つにつれて、目のような器官や肉体の大きな部位をも再生できるまでに強めた。
例えば、最近では「シビル・ウォー」事件の端緒となった、犯罪ミュータント、ニトロによって引き起こされた爆発に巻き込まれた結果、火葬された骨の状態から数分のうちに肉体的な組織の全てを再生してみせた。ウルヴァリンはアダマンチウムが織り込まれた頭蓋骨が脳に与えた防護によって爆発を生き残った。エグゼビアによって作られたX-メンの強さと弱さを一覧表にした一連のプロフィール、「エグゼビア・プロトコル」にはウルヴァリンのヒーリングファクターは信じられないレベルまで強化されており、彼を殺す唯一の方法は首をはねて彼の首を身体の近くから離すことだ、とはっきりと述べられている。しかし、エグゼビアがこの戦略を考えついた時、ウルヴァリンの骨格にはアダマンチウムが組み込まれていなかった。ただし、さまざまな作者や画家による現在のウルヴァリンの治癒力の限界の表現を考慮すると、首をはねることで本当に彼が殺せるのかどうかはもはやハッキリしない。
加えて、この治癒力によりウルヴァリンは普通の人間と比べてかなり老化が遅い。ウルヴァリン自身は19世紀後半あたりに生まれたとされる。現在ではウルヴァリンは100歳以上で、最初の段階では普通の人間の外見と生命力を備えていたと設定されている。ウルヴァリンの治癒力はありとあらゆる病気に対する免疫を与えている。また、毒物や薬物も効かず、強力なものでも時間が経てば解毒される。アルコールにも強く、一時的に酔いはするがすぐ覚める。
ウルヴァリンは数多くの超人的な肉体の特質を持っている。ウルヴァリンのヒーリングファクターは肉体的なスタミナを超人的なレベルで与えている。ウルヴァリンはオメガレッドと連続で18時間以上、しかもオメガレッドの持つデス・ファクター（周囲の者を殺す毒のような能力）に常に汚染されながらも交戦した。
ウルヴァリンは自身の機敏さと反射力も通常の人間の限界以上のレベルまで拡張されている。至近距離から放たれたサイクロップスのオプティックブラストをかわすこともできている。
ウルヴァリンはまた、超人的な視覚、聴覚、嗅覚を有する。ほぼ完全な暗闇において、あるいは遠距離においても常人より明確な視覚を確保できる。聴覚についても同様で、常人では感知できない音を聞き、また遠距離においても常人より明確な聴覚を確保できる。また嗅覚については、自然条件や時間経過によっていくらか薄れたとしても、臭いによってターゲットを追尾することができる。
ウルヴァリンの肉体的な外見は動物のような変異を示しており、顕著な犬歯と両手首にある3本の格納可能な爪を含んでいる。爪は骨で構成されており、ケラチンで構成されている普通のほ乳類の爪とは違っている。骨の爪はほとんどの金属、木材、さまざまな石のような丈夫な物質を真っ二つにするぐらい鋭く、密である。ウルヴァリンの手は爪が出入りするための穴を備えていない。そのため、爪は彼が使う度に彼の皮膚組織を貫いてしまう。彼のヒーリングファクターはその際作られる傷をほとんど即座に処理するが、彼は度々それが常に痛みを伴うことを口にしている。
彼の爪を含むウルヴァリンの全ての骨格は、アダマンチウムが分子的に鋳込まれている。このアダマンチウムの重量は、彼のパンチおよびキックの重さを劇的に増やす効果もある。
アダマンチウムの爪は、アダマンチウム以外のほとんどいかなる物質をも切断することができる。
ヒーリングファクターは彼の筋肉を人体の限界を超えて負傷することなしに引き上げており、超人的な強さを許している。これは彼の筋肉に100ポンド（45.5kg）以上のアダマンチウムを常に身に付ける必要によって増大された物で、骨格の構造的な限界を取り払い、人間の骨格に負担を与えるような重さを持ち上げることを可能にしている。彼は鉄の鎖を破壊するほどに強く、12人もの人間を片手で頭上に持ち上げ、壁の向こうまで投げ飛ばすことができるように描かれている。
プロフェッサー・チャールズ・エグゼビアに埋め込まれた高レベルのサイオニックシールドによって、ウルヴァリンの精神はテレパシーによる精神攻撃や読心に対して強い抵抗力を持つ。

### Skills and personality
日本や他の国で過ごす間、ウルヴァリンは武装非武装を問わず、ほとんどすべての格闘技の型と戦闘方法の達人となっている。侍として彼は刀の扱いに優れている。ウルヴァリンはまた、彼の教官Ogunによって忍者として厳しい鍛錬を積んでおり、バンドウサブロウと共にジャスミンフォールズの忍者の村で5年間鍛錬をしていた。彼は時代の新旧を問わず、遠距離・近接、ほぼ全てのタイプの武器を使用できる。ウルヴァリンはシャン・チー やキャプテン・アメリカ のような相手に単独で勝つことができるほどのスキルを持つ、類まれな近接戦闘の闘士である。彼はまた人体とツボに関して広い知識を持つ。彼は熟達したパイロットで、スパイ活動や秘密の作戦の分野で高い技術を持っている。
ウルヴァリンは、時に近接格闘の間「バーサーカーレイジ」に陥る。この状態で彼は、容赦のない野獣の強烈さと攻撃性を伴ってlashes outし、精神攻撃に対して更なる耐性を持つようになる。この性質は時に彼の自身や仲間の命を救う一方で、純粋に文明化し高潔な戦士になろうと努めている彼はそれを度々恥じている。
獣のような見た目に反して、ウルヴァリンは実際かなり知能が高い。引き延ばされた寿命によって、彼は世界を旅し、異国の言葉や文化に精通している。彼は流暢に英語、日本語、ロシア語、中国語、シャイアン語、スペイン語、ラコタ語を話し、フランス語、タイ語、ベトナム語、ドイツ語にいくらか知識がある。
フォージがデンジャールームのトレーニングセッションでウルヴァリンのバイタルをモニターした時、彼はローガンの肉体と精神の状態を「頭の中でチェスのコンピュータを同時に四台いじりながら、オリンピックの体操の金メダリストの演技をしているに等しい」と評した。
ウルヴァリンは孤独を好みしばしば無愛想だが、一般に信じられていることに反して、殺しやバーサーカーレイジに陥ることを良しとしない。ローガンは個人の名誉と道徳の掟（武士道）を堅く守っているが、たびたび反抗的で非礼な態度を示している。彼は数十年間で数多くの女性とロマンチックな関係を築いており、そのほとんどは知られていない。最も意味深な物ではイツやシルバー・フォックス、ヤシダ・マリコが含まれており、ジーン・グレイにちょっかいを出したこともある。彼はX-メンの中に家族を見出しており、キティ・プライドやジュビリーの父親代わりになっている。

## 別のバージョン

### アルティメットウルヴァリン
ウルヴァリンはアルティメット・マーベルのバナーの元に出版されているコミックス、特にアルティメットX-メンに登場している。マグニートー率いるブラザーフット・オブ・ミュータンツ・スプレマシーの暗殺者であるウルヴァリンはX-メンに潜入し、エグゼビア教授を暗殺する任務を負った。X-メンの一員として、ウルヴァリンは受け入れられ、目的と愛を見出した。ウルヴァリンとチームメイトのジーン・グレイは肉体関係を持った、彼女は彼とブラザーフッドとの繋がりを知ると彼から離れていった。ウルヴァリンは最終的にマグニートーを裏切り攻撃し、彼の最初のミッションを放棄し、すぐさまX-メンに参加した。
ウルヴァリンがウェポンX計画からX-メンを救った後、セイバートゥースはウルヴァリンの唯一の過去の記録である計画書類を焼却して彼を刺激して戦闘に突入した。ジーンは後にサイクロップスと交際を始めるが、ウルヴァリンとサイクロップスはサヴェッジランドに赴き、ウルヴァリンはサイクロップスが明白に墜落死するように仕向けた。サイクロップスは生還し、X-メンはショックを受け、ウルヴァリンはチームに戻してくれるように頼んだ。ストームのボーイフレンドのビーストの死後、ウルヴァリンはしぶしぶ彼女との交際を始めた。あるデートの時、カップルはセイバートゥースに攻撃を受けるが、彼は自分の記憶が戻りつつあり、それによってウルヴァリンが父親であることを知ったのだと言う。これは実際にはウルヴァリンのDNAを採取するのに十分なまでに近づくための方便であり、ドクターコーネリアスがクローンを作るために行わせたものだった。
アルティメットX-メン及びアルティメットユニバースのクロスオーバーのミニシリーズ・アルティメットウォーではキャプテン・アメリカは第二次大戦時ローガンと共に働いたことがあると言っている。キャップによると、ウェポンX計画以前、ウルヴァリンはカナダ空軍の伍長ジェームズ・ハウレットであった。アルティメットウォー#4では、ウルヴァリンはウェポンXによる改造によってレーダーに対して免疫があることが明かされている。
『Ultimate X-Men』#75ではアルティメットのケーブルがウルヴァリンのようなツメを持っていることが明らかになったが、彼は誰にもそれらを『pop』していないと言った。また、彼は誰かに話しかける時にウルヴァリンと同じく『Bub』と言っている。『Ultimate X-men』#76ではこのケーブルは未来のウルヴァリンでエグゼビア教授を殺すためにやってきたことが明らかになった。彼は年月を経て（ヒーリングファクターがあるなら普通はありえないが）年をとり、ヒーリングファクターを失ったようであり、生体兵器を身につけている。また、この宇宙ローガン175cm（オリジナル·バージョン160cm）。
アルティメットのウルヴァリンは、ビデオゲーム「アルティメット・スパイダーマン」にヴェノムが最初に出会うボスとして登場している。

### ハウス・オブ・M
2005年のクロスオーバーイベント『ハウス・オブ・M』で、スカーレット・ウィッチの現実改変能力で作り変えられたミュータントの理想郷世界では、ほとんどの住人が元の世界の記憶を失っているにもかかわらず、ウルヴァリンは改変前の世界の記憶を残したままだった。それは、彼の望みが「失われた記憶を取り戻すこと」だったからである。
元の世界での記憶に加え、彼の失われた記憶全てが蘇っており、ハウス・オブ・M世界の崩壊後も、彼はそれらの記憶を保ったままだった。

### ウルヴァリン：ジ・エンド
ポール・ジェンキンズ作、クラウディオ・カステリニ画のこの不定期シリーズではウルヴァリン最後の冒険を描いており、ローガンはカナダの荒野に住み、動物の毛皮を売ってほどほどの暮らしをしている。彼の唯一の友人は61歳のジョージという男で、子供のころからローガンに食料を届けている。ローガンは驚くほどゆっくりとしか年をとらないが、とてつもなく長い年月がついに彼に追いつきつつあった。普通の人間よりかはまだ早いが、かつてほどではなく、両手の関節炎によって獲物についていくのにも苦労していた。彼のツメはもはやまともに機能せず、そのうちの1つは壊れてしまっている。ローガンはヒーリングファクターをもってしても、まもなく死を迎えるだろうとわかっていた。彼は自分の正気とウェポンX計画を含む自分の記憶を疑っていた。この疑いは、ローガンの精神に（弱まりながらも）生きるエグゼビア教授の霊によって悪化させられていた。
ある日、ウルヴァリンはヴィクター・クリード（=セイバートゥース）の葬儀に訪れた。死への恐怖から神を信じていたセイバートゥースを非難した後、ウルヴァリンはクリードの弁護士から手紙を受け取った。彼はジョージにアルバータの古ぼけてdestituteマンションへ車で送らせた。素早くマンション内を歩き回った後、ジョージは焼け跡のクレストがクリードから受け取った手紙にあるものと同じであることに気付いた。ウルヴァリンはジョン・ハウレットの墓と「Ghosts of Japan: Lost Rituals of the Kanaguri」と題された本を見つけた。本を置いた誰かは、ウルヴァリンが日本とアルバータのあの地方に住んでいたことを知っているのだ。奇妙さを感じて、ウルヴァリンは西海岸のある港へ行き、日本行きの船に密航した。出発する前、彼はジョージに家へ帰らせて、彼のキャビンにある雑誌の山をチェックするように言った。「one of them ain't right. It ain't...me, if ya follow」と言って。
日本への航海中、船員として働きながら、ローガンは「Lost Rituals of the Kanaguri」を読み、おそらくは消滅した邪悪な神道の一派についての事実に基づく報告であることがわかった。目的地に着いた時、彼はKanaguriの儀式をやめさせた。彼は参加者達にウェポンXのために働いているのかと尋ねた。グループのリーダーはホワイトゴーストに対する忠誠を表明するが、謎の人物によって殺されてしまう。ローガンはその人物を追って山を登るが、そこで襲われ、死にかける。意識が遠のこうとした時、ホワイトゴーストは言う。「I could have killed you, old man. Any time in the last two hundred years, I could have killed you.」
カナダでは、ジョージが雑誌を調べていた。「Popular Mechanics」と「Custom Bikes」の間に、「Wine Lover」のissueを見つける。ジョージはそのタイトルが「Wolverine」のアナグラムだと分かった。その雑誌の中の覚え書きには、ローガンのコンピュータにアクセスするためのlogin informationが書かれていた。ジョージはウルヴァリンからの指示を見つけ、買う物のリストと、それを購入するための多額の現金のありかを教えられた。残った金はチップとして受け取るようにとも言っていた。（シリーズの最初の一号での会話に基づくジョークであり、ジョージは50年間食料を届けてきて、ローガンが一度もチップをくれないことに不平を言っていた。）
日本ではローガンは目を覚ましていた。彼は、ホワイトゴーストはジョン・ハウレットジュニア、つまりローガンが子供のころに死んだと思われていた彼の兄弟に他ならないことを悟った。彼は、ローガンのツメとヒーリングファクターに加えて、身体を透明にし、キティ・プライドのような非実体化能力も持つミュータントであった。彼はそれらの能力をスパイとしての経歴に役立て、ハウレット家の財産の分け前と合わせて、彼を裕福にしていた。彼はウェポンX計画に巻き込まれ、人生を通してローガンを監視していた。彼はローガンに彼の計画（ラスベガス上空の大気に原子力兵器をテレポートさせる。）が完了し次第、すべてを話すことを約束した。この行動で、アメリカ経済は崩壊し、ミュータントは結果として起こる混乱に乗じて高い地位を得るのである。彼等は戦い合い、窓から落下する。着地した時、ジョンはローガンのツメで突き刺された。息が弱まる中、彼はローガンにローズについて話す十分な時間が取れなかったことが残念だと言った。ジョンはローガンの腕の中で死ぬ。その時、日本の攻撃ヘリがthe compoundとその全てのoccupantsを破壊する命令を受けて到着した。攻撃対象にはローガンも含まれていた。

### エイジ・オブ・アポカリプス(AOA)
本作では〝ウルヴァリン〟のコードネームは別の悪人ミュータントが名乗っており、ローガンのコードネームはウェポンXのままになっている。彼が主役のシリーズタイトルも「ウェポンX」である。この世界では彼のアダマンチウムは一度も奪われず、彼の野生をコントロールしているのはマグニートーである。ウェポンXは一匹狼のエージェントで、当初X-メンへの参加に乗り気でなかった。彼はチームメンバーの一人、テレパスのジーン・グレイにあってから考えを改めた。二人はan instant connectionを持ち、最終的には恋人同士になった。
ローガンはマグニートーの集めた新たな参加者達を訓練することとなり、その中にはシャドウキャットもいた。X-メンの他のメンバーには極秘のうちに、マグニートーは彼女を暗殺者として育てるようにとローガンに頼んだ。ローガンはシャドウキャットに己の知る全てを教え、マグニートーの助けを借りて自分の爪に似せた一組のツメを作りさえもした。
元の世界のウルヴァリンとこの世界のウェポンX（ローガン）の大きな違いの1つは、ウェポンXの左手は失われ、顔面に多数の入れ墨があることである。手は、ミスターシニスターの手中からジーン・グレイを助け出そうとした時に、この世界ではヴィランであるプリレイト・スコット・サマーズ（サイクロップス）に焼き落とされたものである。彼女の救出は成功し、失われた手の仕返しとしてウェポンXはサマーズの目を抉り出した。X-メンに戻りたくなかったローガンとジーンは独自の活動をすることとした。
数ヶ月に渡るゲリラ戦の後、シニスターが彼ら二人に接触し、アポカリプスがヨーロッパ地域において人類に対する総攻撃を展開する計画があることを明かした。ローガンとジーンは人類評議会（Human High Council）にその情報を伝え、アポカリプスを止めるために評議会がアメリカへ向けて核ミサイルを発射する計画を知った。この計画を巡る戦いの中でジーンはアレックス・サマーズに殺され、ローガンは彼女の仇を討った。
ローガンのかつての敵の数人との関係はAOA世界では異なっており、セイバートゥースは敵ではなく同僚である。
2005年に刊行されたエイジ・オブ・アポカリプスのミニシリーズでは、ローガンはマグニートーからジーンが生きているが、ミスターシニスターによってマインドコントロールされていることを知る。X-メンたちはシニスターと対決し、どうにかジーンを取り戻すことができ、ジーンとローガンは再び恋人になった。またローガンは、X-マンであるキリカという“娘”がいることを知った（キリカはこの世界のX-23とみなされている。）。キリカの母親はローガンのかつての恋人ヤシダ・マリコであることが明かされている。

### カウンター・アース
ミニシリーズ・オンスロート・リボーン(Onslaught Reborn）において、カウンター・アースのウルヴァリンは、元々の地球におけるホークアイに偽装していた。

### マーベル・マンガヴァース
マーベル・マンガヴァースにおいては、プロフェッサーX（チャールズ・エグゼビア）ではなく、ウルヴァリンがX-メンを結成した（中核メンバーはウルヴァリン、サイクロップス、ストーム、ミラージュ、ジーン・グレイ。またローグが彼らと同居している）。
ウルヴァリンは左手に金属（おそらくアダマンチウム）製の長い刀状の爪を有する。また右手には、赤いエネルギービームで形成されるライトセーバー状の爪を持つ。
彼は白髪（後に黒に変更された）で、顔面にギリシア文字のオメガに似たタトゥーを施している。
マンガヴァースにおいては、ウルヴァリンとサイクロップスは兄弟である。
作中で、ウルヴァリンはサイクロップスの片目をつぶし、サイクロップスはウルヴァリンの片手を吹き飛ばしたとほのめかされている（これは、右手の爪が金属ではなくエネルギービームである理由だと思われる。ただし外見上は左右の腕に違いは見られない）。彼はまた、ジーン・グレイと一時期関係があったことが暗示されているが、現在の彼女はサイクロップスと交際している。
ニュー・マンガヴァースにおいてウルヴァリンは、ザ・ハンドとSHIELDが共同開発した、ミュータントのみに感染する人工ウイルスから生き残った唯一のミュータントである（ヒーリングファクターの効果による）。
ジーン・グレイが彼を拒絶したことは明らかに彼にいくらかの問題を残しているようだった。彼は赤毛の者達に対して特別な感情を持っていると言っており、「New Mangaverse #2」ではスパイダー・ウーマン（＝メリー・ジェーン・ワトソン）にちょっかいを出している。明らかに彼の申し出は望んでいないモノだったので、メリージェーンは彼におびえていた。ローガンが彼女をつかんだ時、スパイダーマンは怒って、彼と戦いを挑んだが、ウルヴァリンにはかなわないことが証明され、最終的に彼を止めたのはブラックキャットである。彼はニューマンガヴァースのミニシリーズを通してブラックキャットに「"I've always been a sucker for a girl with a nice set of... CLAWS."」などといってちょっかいをかけている。
また、過去の一時期、レディ・デスストライクの愛人であったこともほのめかされている。
ニュー・マンガヴァースにおけるウルヴァリンは、宿敵である忍者集団ザ・ハンド（レディ・デスストライク、エレクトラ、シルバー・サムライ、サンファイア、洗脳されたシャロン・カーターなどが属する）と戦うためにさまざまなヒーローたち（ブラックキャット、キャプテン・アメリカ（キャロル・ダンバース）、アイアンマン、スパイダーマン、スパイダーウーマン（メリー・ジェーン・ワトスン）、ザ・トーチ（ジョナサ・ストーム。この世界におけるヒューマントーチ）とチームアップしている。

### マーベル・ゾンビーズ
マーベル・ゾンビーズ世界におけるウルヴァリンは、ゾンビー・ウイルスの感染によって食人鬼と化したスーパーヒーローの一人である。
ゾンビー・ウイルスによる動死体化は彼のヒーリング・ファクターを無効化したが、それ以外の能力は保持された。
ウルヴァリンは、シルバーサーファーを食ってパワーコズミックを得ることに成功した4匹（他はジャイアントマン、ハルク、スパイダーマン）となり、最終的にその4匹は宇宙魔神ギャラクタスを食って、新たなギャラクタスたちとなり、食料を求めて宇宙に旅立った。

### X-メン：ジ・エンド
「X-メン：ジ・エンド」の世界では、ウルヴァリンはcrippled（能力を失った？）ストームの世話をしており、彼のX-メンとしての命は尽きようとしていた。しかし、ウォースクラルの襲撃後、ウルヴァリンとストームが他のX-メンたちの元へ戻ると、Xマンションがあった場所にはクレーターが残るだけだった。
ウルヴァリンはレイチェル・サマーズやX-23らケーブルとそのチームに何が起こったのか調べるために送り込まれた者たちと同行する。
ウルヴァリンはジーン・グレイ（=フェニックス）と再会する。ジーンはローガンがレディ・マスターマインドから解放されるのを助け、後に治療も手伝った。彼らは（少なくとも精神的に）恋人同士で、熱愛状態であるように見えた。

### アースX
アースXのミニシリーズ・パラダイスX:ヘラルドの情報によれば、ハウレット家の第二子は出産時に死亡し、ハウレット家は数千年に渡って人類と共存してきた獣人種族(beastial race)ムーン一族の幼児を見つけ養子にした。狼氏族(wolf clan)とも呼ばれるこの一族はセイバートゥースが属する熊氏族(Bear Clan)の不倶戴天の敵であった。恐らく、ジェームズ・ハウレットと名付けられたこのムーン種の子供がウルヴァリンへと成長したのであり、この世界でのウルヴァリンとセイバートゥースとの間の対立を説明している。
この見かけ上の分岐した亜種は実際、セレスティアルズの介入と遺伝的操作がなかった場合に本当のヒトがなりうるものであることが明かされている。

### ウルヴァリン: Snikt!
弐瓶勉によるこのコミックでは、ウルヴァリンはsentient beingsへと成長し、アダマンチウムによってのみ破壊可能なengineered viruses族と戦う兵器を欲していた未来人によって平行世界（分岐した未来？）に送り込まれた。
これがマーヴェル・ユニバースの直線的な未来なのか、別のユニバースへのクロスオーバーなのかは完全には明確にされていない。これはマーヴェルがすでにかなり多くの平行宇宙や異なる時間線を持っており、この世界をそれらの中へ位置づけることが難しいためである。

### デイズ・オブ・フューチャー・パスト
この平行宇宙（時間線）において、X-メンはロバート・ケリー上院議員の暗殺を防ぐことに失敗する。この事件はミュータント狩りロボットであるセンチネルが統治する暗黒の西暦2013年をもたらす原因となった。
全米のミュータントたちはセンチネルたちによって次々に狩り出されて殺され、生き残ったのはウルヴァリン、ストーム、コロッサス、キティ・プライド（シャドウキャット）の4人だけだった。
センチネルの一軍に包囲されたウルヴァリンは、そのうちの一機の頭部を断ち落とすことに成功するものの、レーザーで焼き払われ、残ったのは焼け焦げたアダマンチウムの骨格だけであった。
後に『Earth X: Heralds』では、ウルヴァリンはX-51の機械によって蘇生を施されている。

### エグザイルズ＆ウェポンX
平行宇宙を旅するヒーローチーム「エグザイルズ」シリーズでは、アース172に起源を持つ邪悪なウルヴァリンが登場する。「ウェポンXの旅」のある時点でこのウルヴァリンは殺害された。愛する者たちによって火葬されるために元の時代に送られるまで、エグザイルズやウェポンXの他のメンバーと同様に、彼の身体はタイムブレイカーの水晶宮にある停滞ウォールに保管された。
「エグザイルス」#85-86では、ヴィランのチーム、ブラザー・ミュータント（ウルヴァリン、マグニートー、クイックシルバー、スカーレット・ウォーロック（スカーレット・ウィッチの男性版。メスメロの能力を併せ持つミュータント））に対抗するために、異なる時間線から集められたウルヴァリンズ（パッチ(Patch)、ゾンビー・ウルヴァリン、アルバートとエリス・ディー(Albert & Elsie-Dee)、ウェポンX、若きジェームズ・ハウレット(James Howlett)、デイズ・オブ・フューチャー・パストのローガン）の活躍が描かれた。
これらのメンバーのほとんどがスカーレット・ウォーロックの催眠能力でブラザー・ミュータントの手に落ちたが、ローガンとジェームズ・ハウレットはそれ以前にタイムブレイカーに連絡をつけており、エグザイルズ・チームを召喚することに成功した。
また「エグザイルズ」#91-94では、インビジブル・ウーマンが秘密結社HYDRAのリーダーとなった世界が描かれ、ローガンはその愛人としてHYDRAのエージェントを勤めていた。

### What If?
ジェネシスがウルヴァリンの骨格にアダマンチウムを再装填する試みに成功し、ウルヴァリンがアポカリプスのフォー・ホースマンの一人ウォーになった平行世界。
彼はアポカリプスを含むすべてのスーパーヴィランを殺害した。ウォー（ウルヴァリン）が共犯者を殺し始めた時には逆にスーパーヒーローたちによって狩られた。
ウルヴァリンが失踪した後、ウォー・ワッチ(War Watch)と呼ばれる超人警察軍が、今やウルヴァリンが呼ばれているような「大敵(The Enemy)」の脅威から一般人を守るために結成された。
また一方で、犯罪ギャングのウルフパックはウルヴァリンの暴力的な傾向に霊感を受け、カルト宗教を結成した。
しかし、実は死んでいなかったウルヴァリンは救済を求め、彼自身でブラザー・エグゼビアを名乗った。

### その他の平行宇宙
- アマルガム・コミックスの世界では、ウルヴァリンはダーククロウというキャラクターを作るために、バットマンと結合させられた。
- ガーディアンズ・オブ・ギャラクシーの世界（遠未来のマーベル世界）では、ウルヴァリンのアダマンチウム骨格は再生し、Dr.ドゥームの脳によって支配されていた。加えて、シリーズに登場する敵の一人はウルヴァリンの遠い子孫（great-great-granddaughter）のRancorであり、彼女の先祖に支配されている。
- MC2（マーベルコミックス2）世界では、ウルヴァリンとエレクトラにはリナ・ローガンという名の娘がおり、治癒能力と感覚を受け継ぎ、サイロックのサイキックナイフに似た能力「サイキッククロウ」を持っている。彼女はワイルド・シングと呼ばれるスーパーヒロインになる。彼は別の女性との間にサーベル・クロウという息子がいる。
- スパイダーマン・アンリミテッド（スパイダーマン・アンリミテッドアニメシリーズに基づく漫画）は#5で野獣のようなバージョンを登場させている。

## その他のメディアでの登場
ウルヴァリンは映画、TV、コンピュータおよびビデオゲームを含むX-メンフランチャイズのあらゆるメディアミックス作品に含まれている唯一のX-メンキャラクターであり、自分自身のビデオゲームに主演しているただ一人のキャラクターである。

### 映画
2000年にスタートした映画『X-メン』シリーズのほとんどの作品に登場する。また2009年にスピンオフ映画『ウルヴァリン:X-MEN ZERO』が公開。その後、2013年の『ウルヴァリン:SAMURAI』、2017年の『LOGAN/ローガン』と計3作が公開された。
また、マーベル・シネマティック・ユニバースの2024年の映画『デッドプール&ウルヴァリン』にも登場する。

#### ウルヴァリンの役の経緯
1990年代に映画化の企画があった時、グレン・ダンジグに、キャラクターに非常に似ていて身長も同じだったことから出演のオファーがあったが、撮影のためにためには9ヶ月も彼のバンドのツアーを休止させなければならないという理由で断った。その後、ブライアン・シンガー監督は、ラッセル・クロウ、キアヌ・リーブス、エドワード・ノートンなどを検討していた。制作の20世紀フォックスはギャラが高額すぎると言う理由でメル・ギブソンを除外した。
最終的にオーストラリア出身のヒュー・ジャックマンがウルヴァリンを演じる事になった。キャスティングが発表された時、ジャックマンはアメリカでは無名であり、また身長が高すぎるため（ヒュー・ジャックマンは188cm、コミック版ウルヴァリンは160cm）、ファンの反対が懸念されたが、その演技は好意的に受け入れられた。ジャックマンは、2017年の『LOGAN/ローガン』まで、約17年間にわたりウルヴァリンを演じ、降板した。その後『X-メン』の映画化権は20世紀フォックスを買収したディズニーに移行し、ディズニー傘下のマーベル・スタジオによって新たに映画化されることが発表されているが、ウルヴァリン役は決まっていない。

### テレビ
- ウルヴァリンは1989年のアニメシリーズのパイロット版番組『プライド・オブ・X-メン』に登場した。ニール・ロスが声を当てた。ロスは『スパイダーマン&アメイジング・フレンズ』のエピソードの1つでもオーストラリアなまりを交えてウルヴァリンを演じた。こちらの日本語吹き替え版は丸山壮史（トゥーン・ディズニー放送版）、檜山修之（ビデオ版）。
- 1990年の『X-メンアニメシリーズ』と格闘ゲームの『マーヴル VS. カプコン』ではカハル・J・ドッドが声を当てた。アニメシリーズの日本語吹き替え版は、江原正士（テレビ東京放送版）、丸山壮史（トゥーン・ディズニー放送版）。
- ドッドはアニメシリーズ『スパイダーマン』の2本のエピソードでもウルヴァリンを演じた。こちらの日本語吹き替え版は長嶝高士。
- 2000年から2003年のテレビアニメシリーズ『X-メン:エボリューション』では過去が謎に包まれた男・ウルヴァリンがティーンエイジのX-メンに戦闘訓練を提供し、彼の若いチームメート達の間に軋轢を生じさせた。スコット・マクニールが声を当てている。日本語吹き替え版は江川大輔。
- 2008年の『ウルヴァリン・アンド・ジ・X-メン』ではスティーヴン・ブルームが声を演じた。ブルームは他に『アベンジャーズ 地球最強のヒーロー』、『アルティメット・スパイダーマン』、『エックスメン』（英語版）においてもウルヴァリンを担当している。
- 2009年の『ウルヴァリンVSハルク』ではこちらでもスティーヴン・ブルームが声を演じている。日本語吹き替え版は間宮康弘。
- 2011年1月から日本のアニメ会社マッドハウスが制作した連続テレビアニメ作品『ウルヴァリン』が放送された。これはマーベル、マッドハウス、ソニー・ピクチャーズ、アニマックスによる「Marvel Anime」シリーズの第2弾であり、2010年10月に制作・放送された第1弾『アイアンマン』でもゲスト出演していた。また2011年4月に制作・放送される第3弾『エックスメン』では準主役として登場しており、2011年7月に放送されている第4弾ブレイドにもゲスト出演している。声は4作品共に小山力也が担当。『エックスメン』を除いた3作品では、実写映画版をベースにした、長身かつハンサムな青年の容姿となっている。

### ゲーム
ウルヴァリンは、全てのX-メンのビデオゲームと、多くのマーベルのビデオゲームでのプレイヤーキャラクター（多くの場合、初期又はデフォルトのプレイヤーキャラクター）である。

#### コンピュータゲーム
- カプコンの『X-MEN CHILDREN OF THE ATOM』『MARVEL SUPER HEROES』『マーヴルVS.シリーズ』のすべてに登場している（注：当時「マーヴル」が公式の表記とされていた）。これらのゲームでX-メンのアニメシリーズでも声を担当しているカハル・J・ドッドによって声が当てられている（『MARVEL VS. CAPCOM 3』は除く）。『マーヴルVS.シリーズ』ではカプコンの『ストリートファイター』シリーズのキャラクターである豪鬼との因縁が描かれている。また同時期にカプコンによって作られたアクションゲーム（スーパーファミコン版『X-MEN』や『MARVEL SUPER HEROES』など）にも登場している。
- ウルヴァリンが主役を務めるテレビゲームには、ファミコン用ソフトの『ウルヴァリン』とスーパーファミコンとメガドライブ用ソフトの『ウルヴァリン アダマンチウム・レイジ』がある。
- ローガンは、いくつかのスパイダーマン関係のゲームにも登場する。1992年の『スパイダーマン and the X-メン: Arcade's Revenge』に始まり、2000年のスパイダーマンテレビゲームのポスターにカメオ出演している。テレビゲームの『アルティメット・スパイダーマン』ではキース・ザラバッカが声を当てていて、彼は悪役のヴェノムと同じくプレイヤーが倒さなければならないボスとして登場する。
- スティーヴン・ブルームは『X-メン Legends』、続編の『X-メン Legends II: Rise of アポカリプス』、そして最新作の『MARVEL ULTIMATE ALLIANCE』でウルヴァリンの声を担当した。彼は三作品全てで多くのプレイヤーキャラの一人であり、三作品で最初からのプレイできるキャラクターでもある。またカプコンの『マーヴルVS.シリーズ』の最新作『MARVEL VS. CAPCOM 3 Fate of Two Worlds』でもウルヴァリンを担当している。
- ウルヴァリンは2005年の『マーベル Nemesis: Rise of the Imperfects』にも登場した.
- ウルヴァリンは、『X-メン:Next Dimension』でプレイヤーキャラとして登場している。
- プレイステーション用格闘ゲーム『エックスメン ミュータントアカデミー』および『エックスメン ミュータントアカデミー2』（Paradox社が開発し、アクティビジョンが発売。日本はサクセスから発売）にも使用キャラクターの一人として登場している。
- Fortnite チャプター2 シーズン4にて、プレイヤーのスキンおよび、ボスキャラクターとして登場

スキンは、ウルヴァリンチャレンジをクリアする事で入手可能で、デフォルト クラシック ローガンの3種類がある。
ボスのウルヴァリンはコンピューターで、ウィーピング・ウッズ、またはスランピー・スワンプ周辺に出現する。
倒すと、ミシックアイテム[ウルヴァリンのクロー]を落とす

#### パチンコ
タイヨーエレックのCRマーベルヒーローズに登場。マーベルの代表的なキャラが多数登場する中、図柄では主役といえる7の出目を担当している。通常絵柄で大当たりになっても、大当たり終了時にウルヴァリンが登場して盤面を爪で切り裂く演出が入ると確変昇格。

### 音楽
バンドのエントゥームドにはカバーにウルヴァリンを描いたウルヴァリンブルースというアルバムがある。アルバムには同名のシングルがある。
ブラジルのロックシンガー・Nasiは、キャラクターと似ていたために最初のソロアルバム・"Onde os Anjos Não Ousam Pisar"で煙草とアダマンチウムのツメを付けてウルヴァリンの振りをした。アルバムには「ウルヴァリン・ブルース」というトラックも収録しているが、エントゥームドのバージョンとは関係がない。

### アクションフィギュア
ウルヴァリンは他のメディアと独立して、あるいは関連して度々プラスティックに変えられている。マテル社が最初で、1984年のシークレット・ウォーズの商品群で首、肩、腰の5点の関節によって支えられている。他の特筆すべきフィギュアの中でも、変わりやすい玩具に議論の余地のある傾向をもたらした。彼の爪は銀色と黒色の違う色のオプションがあった。コレクターたちはシークレットウォーズのためにそれらのセットをコンプリートしようとし始めた。銀色のセットは難なく入手できたが、黒色のセットはレアであることが分かった。
ウルヴァリンが最初にプラスティックに変えられている間、他のX-メンにはアニメ化された形態の「ナイト・オブ・センチネル」が視聴される1992年まで何の興味もなく、数年が過ぎた。小売店のおおよ5インチの商品群と共に、それらは7体のフィギュアの控えめな名簿を持っていた。彫像はDCのスーパーパワーズの商品とGIジョーの間のa crossだった。これらのフィチュアに含まれる関節の数は比較的標準的だったが、多くのフィギュアはアクションフィギュアも含んでいた。
1991年のシリーズ1に始まるトイビズが造ったX-メンの商品群の28の波の中で、ウルヴァリン（パッケージにはっきりと「ロボットウルヴァリン」と書いているため、アルバートもカウントしている）が主役にならなかったシリーズは2つだけである。26のフィギュアが結局は造られているが、中には色違い、two-ups（10個）、再収録を含んでいるため、合計数はハッキリしない。
1998年、マーベルは99年のX-メン:エボリューションを造り始め、玩具の商品群は6つのウルヴァリンのアクションフィギュアのネットをつくりだした。しかし、映画の放映と同時にウルヴァリンは別の9体のフィギュアを造った。X-メン:エボリューションのモノである。商品群はキャラクターのanimated exploitsをサポートするためにToybiz社が6にフィギュアを造り始めた時と同じぐらいによくできていた。
2002年にマーベル・レジェンズが始まり、2つの立体の波があったが、ウルヴァリンのモノはなかった。トイビズは26以上ののPOA（関節数）、極度のディテール、優れた塗装を誇りにしていた。マーベルはコレクターがほしがるすべてのキャラクターのiconic versionを造りたかったようである。色鮮やかで、子供っぽい玩具パッケージの時代は過ぎさった。
トイビズがマーベルレジェンズを制作する過程で、13ものウルヴァリンのフィギュアが生み出された。その中には昔のコスチューム（マスクを取ったヴァリアントもあった）、茶色のコスチューム、ウェポンXのフィギュア、『デイズオブフューチャーパスト』のローガンのフィギュア（より若いヴァリアントもあった）、『アストニッシングX-メン』のコスチューム（マスクを取ったヴァリアントもあった）、『エイジ・オブ・アポカリプス』のフィギュア（焼けただれた顔のヴァリアントもあった。）、もう1つのマスクを取った昔のコスチュームのモデル（X-メン5-パックボックスセットには頭の造形が違うものがあった。）、セイバートゥースを同梱した2-パックに入っているオリジナルのコスチュームのモデル（『レイジング』したモデルも造られていた）が含まれている。トイビズは2種類以上のウルヴァリンのフィギュアを含むX-メンクラシックスのトイラインを作り出したが短命に終わった。もう1つのX-メンのラインは2005年に発売され、アクションフィギュア『ニンジャアーマーウルヴァリン』・『ステルスウルヴァリン』・『エアストライクウルヴァリン』があった。
2007年ハズブロはマーベルレジェンズの製作を引き継いだ。第二弾のフィギュアはアルティメットのウルヴァリンが含まれている。彼等は25周年記念のウルヴァリンがトイザラス限定で製作した。フィギュア自体は銀色に塗られたトイビズのマーベルレジェンズシリーズ6のリペイントである。パッケージにはBAFがなく、彼の有名なソロシリーズの絵を特徴にしていた。
ダイアモンドセレクトはマーベルシークレット・コレクターラインナップを指導した。それらはザ・エックスメンやマーベルレジェンズの商品群より更に詳細であると約束している。他のフィギュアと比べられるわけではないが、より多く、3体のウルヴァリンをはじめから提供している。マーベルレジェンズはヴァリアントやデラックススケール、アイコンを含めて13種のフィギュアを供給している。

## 関連キャラクター
- アルバート（Albert）,ウルヴァリンのロボット工学による複製
- X-23（X-23）,ウルヴァリンのクローン
- ダケン（Daken）,ウルヴァリンの息子
- アミコ・コバヤシ（Amiko Kobayashi）,日本に預けられているウルヴァリンの養女
- ワイルドシング（Wild Thing）,平行世界のウルヴァリンの娘

## 担当声優

### アニメメディア版
- 江原正士 (X-MEN)
  - ※1992年放映テレビ東京版
- 小山力也（ウルヴァリン）、（X-MEN）、（ブレイド）
  - ※上記全て2011年放映マッドハウス版
- 乃村健次（2014年ディスク・ウォーズ:アベンジャーズ）

### 実写版吹替
ヒュー・ジャックマン
- 山路和弘
- 梁田清之
- 磯部勉

### ゲームメディア版
CAPCOM格闘ゲーム版
- カハル・J・ドッド（COTA〜MVC2まで）
- スティーヴ・ブルーム（MVC3〜）